# Rogelio Cabrera López
Rogelio Cabrera López (ur. 24 stycznia 1951 w Santa Catarina) – meksykański duchowny rzymskokatolicki, arcybiskup Monterrey od 2012.

## Życiorys
Święcenia kapłańskie otrzymał 17 listopada 1978 i został inkardynowany do diecezji Querétaro. Był m.in. prefektem studiów w miejscowym seminarium (1980-1984), diecezjalnym asystentem Ruchu Rodzin Chrześcijańskich (1981-1992), proboszczem kilku parafii w Querétaro (1984-1996), a także wikariuszem biskupim ds. duszpasterskich (1992-1996).
30 kwietnia 1996 papież Jan Paweł II mianował go biskupem diecezjalnym Tacámbaro. Sakry biskupiej udzielił mu 30 maja 1996 ówczesny nuncjusz apostolski w Meksyku - abp Girolamo Prigione.
16 lipca 2001 został biskupem diecezji Tapachula. 11 września 2004 został mianowany biskupem diecezji Tuxtla Gutiérrez. 25 listopada 2006 po podniesieniu diecezji do rangi metropolii został jej pierwszym arcybiskupem metropolitą.
W latach 2009–2012 był wiceprzewodniczącym Konferencji Episkopatu Meksyku.
3 października 2012 papież Benedykt XVI mianował go ordynariuszem archidiecezji Monterrey. Ingres odbył się 5 grudnia 2012.
Paliusz otrzymał z rąk papieża Franciszka w dniu 29 czerwca 2013.